# Abraxas persuspecta
Abraxas persuspecta là một loài bướm đêm trong họ Geometridae.